# Coptoclavidae
Coptoclavidae là một họ bọ cánh cứng đã tuyệt chủng trong phân bộ Adephaga. Họ này sống từ kỷ Jura
đến Creta sớm.